# Villu

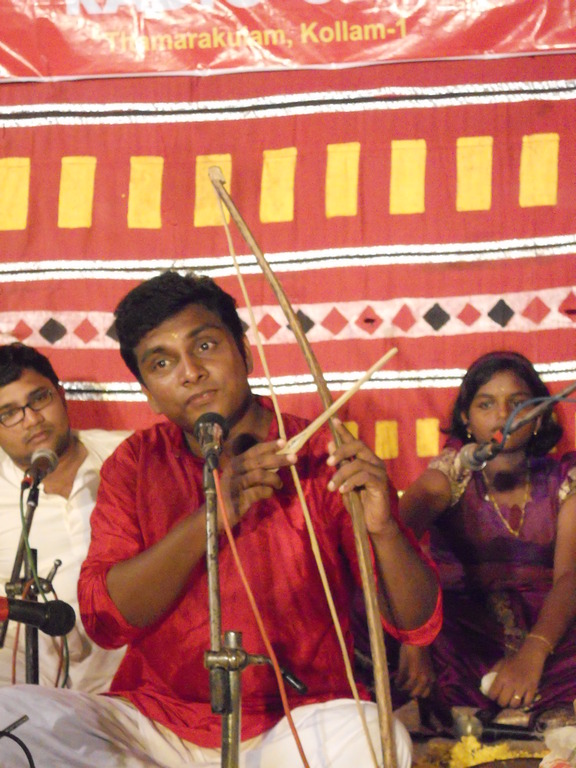
Joueur de villu

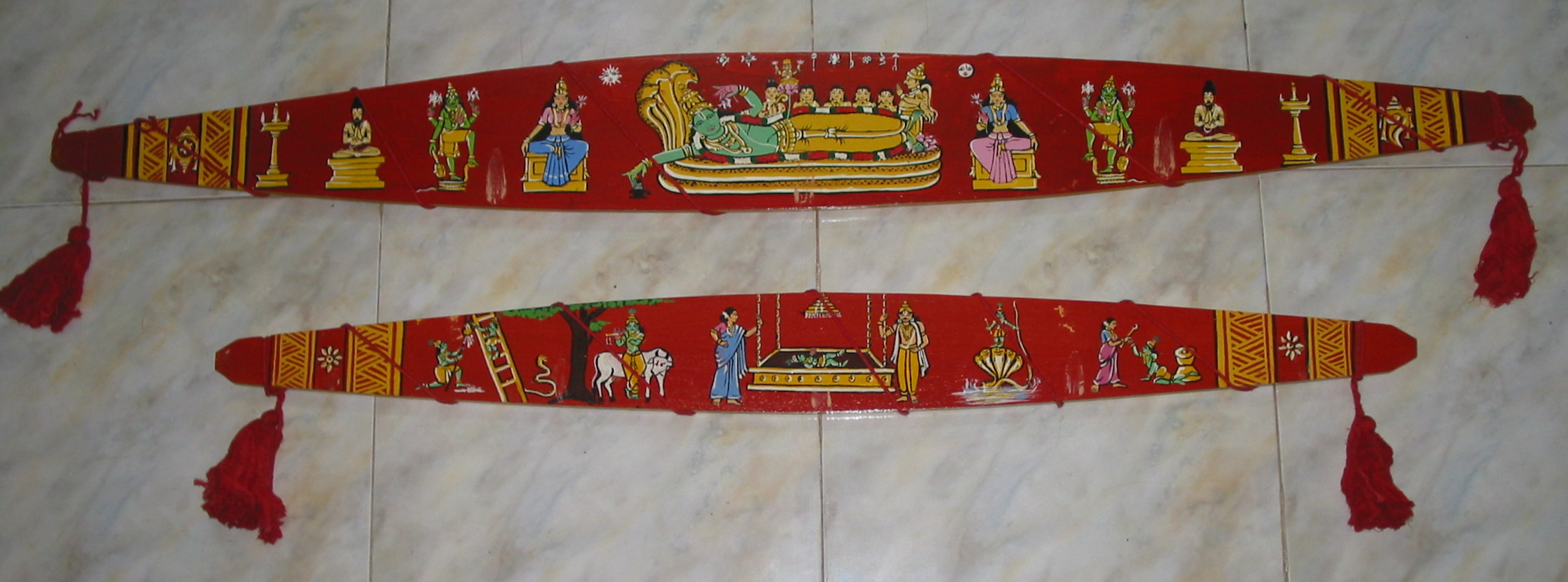
onavillu

Le villu, onavillu et villukottu est un instrument de musique de l’Inde. C'est un arc musical utilisé dans la musique kéralaise.
Il ne faut pas le confondre avec le villâdivâdyam.

## Facture
Long de 82 cm, il est taillé dans la tige d'une feuille de palmier. La corde est une fine lamelle de bambou fixée par des encoches à chaque extrémité.

## Jeu
On le tient verticalement, la corde vers l'extérieur, contre l'épaule droite avec la main gauche et à l'aide d'une baguette de bambou, on le frappe de la main droite.
Il fournit l'accompagnement rythmique pour le villinmel, le thayambaka et l’onopattu, des genres de musiques rituels ou folkloriques liés aux récoltes.

## Source
(en) S. Sadie, The New Grove Dictionary of Musical Instruments, Londres, Macmillan, 1985